# Alberto Lattuada
Alberto Lattuada (Milà, Llombardia, 13 de novembre de 1914 − Orvieto, Úmbria, 3 de juliol de 2005) va ser un director de cinema, guionista, actor i productor italià.

## Biografia
Fill del músic i compositiu d'òperes, Felice Lattuada, Alberto Lattuada s'apassiona ben aviat pel cinema. Encara és alumne d'institut, quan es converteix en redactor de Camminare, revista bimensual d'avantguarda, creada al començament de 1933. És igualment atret per les arts figuratives, dibuixant sense parar. Però, és també un lector dels clàssics, russos en particular (la seva obra en porta la traça), i manifesta talents d'escriptor. En els anys que segueixen, s'inscriu a la Facultat d'arquitectura de Milà i porta els seus estudis fins a l'obtenció d'un diploma. A la Universitat comença realment a ocupar-se de cinema, component els decorats d'una pel·lícula en format reduït, participant com a ajudant en la primera gran pel·lícula en color rodada a Itàlia Il museo dell'amore (1935).
Es dedica, d'altra banda, amb Mario Ferrari i Luigi Comencini, a la recerca i a la salvaguarda de còpies de velles pel·lícules, a la projecció d'aquestes, després a l'estudi de les pel·lícules més dignes d'atenció, treballant per a la realització d'una filmoteca, principi de la futura Fondazione Cineteca Italiana di Milano. El 1938, entra a la redacció de Corrente, bimensual de crítica artística i de crítica antifeixista, que va ser ràpidament interrompuda per l'entrada en guerra d'Itàlia. Efectua paral·lelament reportatges fotogràfics sobre pel·lícules en rodatge per a Tempo Illustrado, però és acomiadat a petició de Luigi Freddi, cap feixista.
Les seves experiències literàries el porten a esdevenir ajudant de Mario Soldati a Piccolo mondo antico  (1941) i de Ferdinando Maria Poggioli per a Sissignora  (1942). Comença la seva carrera de realitzador amb Giacomo l'idealista (1943), inspirada en una novel·la de Emilio De Marchi i que segueix la tendència "cal·ligràfica" de les col·laboracions precedents amb Soldati i Poggioli. La carrera d'Alberto Lattuada "serà marcada per les anades i tornades entre les cròniques brutals, i sovint satíriques, de l'actualitat i les adaptacions literàries refinades." (Lorenzo Codelli)

## Punts de vista
| « | Hi ha un secret, a Lattuada. Explica de totes les maneres possibles el patetisme tendre, amarg i còmic de la solitud. És el rei del lítote invisible, sempre aquí, mai allà. (Pierre Kast) | » |

| « | Lattuada és un dels autors italians que atorguen més lloc a "la carn" com diuen els teòlegs, però al contrari d'aquests últims, no ho considera com un pecat. Les seves pel·lícules són solcades de dones extraordinàries, d'erotòmans estranys (l'home en blanc de Sense pietat) i les passions no hi emmascaren els seus aspectes epidèrmics. (Michel Mardore) | » |

| « | A més de la fidelitat a ell mateix, que en Lattuada és una fidelitat acarnissada, salvatge, indomable, m'he assabentat de la paciència, la disciplina, l'atenció vigilant fins al sofriment. M'he assabentat de l'exacte estudi d'un caràcter, d'una psicologia, el rebuig al lloc comú. (Mario Soldati) | » |

## Textos d'Alberto Lattuada
- «Crec que la constant que es troba a totes les meves pel·lícules, és l'estat de solitud de l'individu davant la societat, solitud inseparable d'una aspiració de l'individu a unir al si de la societat aquells que esperen i lluiten amb ell. Actitud de rebel·lió, engendrada per la solitud, aixecada contra ella, i no desembocant, en la majoria dels casos, més que en la confirmació d'aquesta solitud. (Bianco e Nero , juny de 1961).

«Sempre he tingut escrúpol envers adherir-se "triomfalment" a la meva època. Tinc fins i tot la coqueteria de només voler ser-hi amb algun retard, i, per tant, d'intentar anticipar certs temes, certes maneres. Agafi Les italianes tornen. Deu anys abans la Nouvelle Vague la càmera portàtil es llança als carrers, puja a l'automòbil, es converteix en un ull indiscret i escull la realitat més secreta. Vegeu també El Molí del Po, una crítica històrica d'una època passada, conduïda en funció dels problemes de la Itàlia contemporània (dels anys abans de Senso), o L'Abric (1952) el realisme fantàstic del qual precedeix el de La strada. O I Dolci inganni  que ha obert el debat sobre el problema que formula als adolescents el despertar de la seva sexualitat? Si doncs repenso a El bandit i a Sense pietat, diré que les parts més vàlides d'aquestes pel·lícules són també les més desenganxades de l'esdeveniment, de l'actualitat. Són les més simbòliques, la significació dels quals es definia com a universal. Mentre els més caducs són els més afermats al documental. » (Inquadrature , octubre 1962-setembre 1963. Entrevista amb Lino Peroni)

## Filmografia
| - 1943: Giacomo l'idealista, també montador - 1945: La Nostra guerra - 1945: La Freccia nel fianco - 1946: El bandit (Il Bandito) - 1947: Il Delitto di Giovanni Episcopo - 1948: Senza pietà - 1949: Il Mulino del Po - 1950: Llums de varietats (Luci del varietà), també productor - 1951: Anna - 1952: Il Cappotto - 1953: La Lupa - 1953: Gli Italiani si voltano, episodi de L'Amore in città - 1954: Scuola elementare - 1954: La Spiaggia - 1957: Guendalina - 1958: La tempesta - 1960: I Dolci inganni - 1960: Cartes d'una novícia (Lettere di una novizia) - 1961: L'Imprevisto - 1962: Mafioso - 1962: La Steppa - 1965: La Mandragora - 1967: Matchless - 1967: Don Giovanni in Sicilia - 1969: L'Amica - 1969: Fräulein Doktor - 1970: Venga a prendere il caffè da noi - 1972: Bianco, rosso e... - 1973: Sono stato io! - 1974: Le farò da padre - 1976: Cuore di cane - 1976: Oh, Serafina ! - 1978: Així com ets - 1980: La Cicala - 1981: Nudo di donna - 1985: Christopher Colombus (fulletó TV) - 1987: Una Spina nel cuore - 1988: Fratelli (fulletó TV) - 1989: 12 registi per 12 città | - 1941: Piccolo mondo antico - 1942: Sissignora - 1943: Giacomo l'idealista - 1945: La Freccia nel fianco - 1946: El bandit - 1947: Il Delitto di Giovanni Episcopo - 1948: Il Mulino del Po) - 1950: Llums de varietats - 1952: Il Cappotto - 1953: Gli Italiani si voltano, esquetx de L'amore in città, film col·lectiu. - 1953: La lupa - 1954: La Spiaggia - 1956: Guendalina - 1958: La tempesta - 1960: I Dolci inganni) - 1960: Cartes d'una novícia - 1961: L'Imprevisto - 1962: La Steppa - 1965: La Mandragola - 1966: Matchless - 1967: Don Giovanni in Sicilia - 1969: L'Amica - 1969: Fräulein Doktor - 1970: Venga a prendere il caffè da noi - 1972: Bianco, rosso e... - 1973: Sono stato io! - 1974: Le farò da padre - 1975: Cuore di cane, també productor - 1976: Oh Serafina - 1978: Així com ets - 1979: Il Corpo della ragassa - 1980: La Cicala - 1985: Christopher Columbus (fulletó TV) - 1987: 'Una Spina nel cuore - 1988: Fratelli (fulletó TV) |

### Actor
- 1950: Llums de varietats: Ajudant al teatre
- 1955: Un Eroe dei nostri tempi: El director
- 1976: Oh, Serafina!: Metge del manicomi
- 1978: Així com ets: Il barbone
- 1994: Il Toro: Colombani

### Posades en escena d'espectacles d'òpera
- Dido and Æneas de Henry Purcell, Teatre dell'Opera de Rome, 1949.
- Le Viol de Lucrèce de Benjamin Britten, Teatre dell'Opera de Rome, 1949.
- La Vestale de Gasparo Spontini, Teatre Comunale de Florence (inauguració del Mai musical), 1970.

## Premis i nominacions

### Premis
- 1948: Ruban d'argent al millor director, concedit pel Sindicato Nazionale Critici Cinematografici Italiani (SNCCI) a Roma, per Le Crime de Giovanni Episcopo
- 1958: Premi al millor guió, concedit pel SNCCI a Roma per Guendalina
- 1961: Premi Donostia per L'imprevisto
- 1961: Conquilla de Plata al millor director per L'imprevisto
- 1963: Conquilla d'Or per Mafioso
- 1994: Premi pel conjunt de la seva carrera David di Donatello

### Nominacions
- 1947: Gran Premi (Festival de Canes) per El bandit
- 1949: Lleó d'Or per Il mulino del Po
- 1952: Gran Premi (Festival de Canes) per Il cappotto
- 1957: Palma d'Or per Guendalina
- 1962: Os d'Or per La steppa